# 阿部力
阿部 力（あべ つよし、1982年2月13日 - ）は、日本と中国で活動する中国系日本人俳優。
中国語圏での芸名は、李振冬（リー ジェンドン / Lǐ Zhèndōng）。ホリプロ所属。ニックネームは冬冬（ドンドン / Dōngdōng）（日本でのニックネームはトントン）。
身長175cm、体重63kg。靴のサイズは、27.5cm。血液型はA型。趣味はトレーニング、自転車、旅行、カメラ。

## 略歴
中国人の父と日中ハーフの母親のもとに中国黒竜江省で生まれる。祖母が日本人。日本に帰化する以前の名前は、李冬冬（リー・ドンドン / Lǐ Dōngdōng）。
1991年、9歳で日本に移住し、その後日本に帰化。日本人の祖母と同じ阿部姓を名乗る。
2000年、18歳で北京電影学院にて1年研修。在学中に映画『人民公廁(PUBLIC TOILET)』の主演に抜擢される。
2002年9月、台湾の辰星演繹經濟有限公司に所属。
2005年8月、中国語圏での芸名を、トントンとする。
2005年10月、TBS系ドラマ『花より男子』でF4の美作あきら役で出演し、注目を集める。
2009年4月26日、中国人女優の史可と結婚。
2017年8月13日に週刊誌「女性セブン」とニュースサイト「NEWSポストセブン」により、上原多香子と不倫関係にあったことが報じられた。これは、ET-KINGのTENNが妻の上原へ宛てた遺書の全文と、阿部が上原と交わしたLINEチャットの文面が公開されたことにより明らかになった。

## 出演

### 映画
- トイレどこですか?（2000年、韓国・香港合資映画）
- 大停電の夜に（2005年、日本、アスミック・エース、源孝志監督） - 李冬冬 役
- 頭文字D THE MOVIE（2005年、香港、ギャガ、アンドリュー・ラウ監督）
- 国士無双（2006年、台湾、チェン インロン監督） - 刑事王子 役
- ラフ ROUGH（2006年8月、東宝、大谷健太郎監督） - 仲西弘樹 役
- 7月24日通りのクリスマス（2006年11月、東宝、村上正典監督） - 本田耕治 役
- イヌゴエ 幸せの肉球（2006年12月、バイオタイド、横井健司監督） - 成田凌 役　主演
- 不完全恋人（2006年、中・台合作、陳映蓉監督） - 夏語 役
- 花より男子F（2008年6月、東宝、石井康晴監督） - 美作あきら 役
- ゼブラーマン -ゼブラシティの逆襲-（2010年5月、東映、三池崇史監督） - 新実 役（※初の悪役）
- シュアリー・サムデイ（2010年7月17日、松竹、小栗旬監督） - 若杉 役
- インシテミル 7日間のデス・ゲーム（2010年10月16日、ワーナー・ブラザース映画、中田秀夫監督） - 大迫雄大 役
- これでいいのだ!!映画★赤塚不二夫（2011年4月30日、東映、佐藤英明監督） - 広瀬譲治 役
- スマグラー -おまえの未来を運べ-（2011年10月22日公開、ワーナー・ブラザース映画、監督：石井克人） - 張福儀 役
- ワイルド7（2011年12月21日、ワーナー・ブラザース映画、監督：羽住英一郎） - ソックス 役
- ゴーストライターホテル（2012年3月17日、ファントム・フィルム、監督：伊東寛晃） - 内海文一 役　主演
- 劇場版 MOZU（2015年11月7日、東宝、監督：羽住英一郎） - 村西悟 役
- 暗殺教室〜卒業編〜（2016年3月25日、東宝、監督：羽住英一郎） - レッドアイ 役[6]
- 仮面ライダー1号（2016年3月26日、東映、監督：金田治） - ウルガ 役[7]
- LOVEHOTELに於ける情事とPLANの涯て（2019年1月18日、HIGH BROW CINEMA、監督：宅間孝行） - 小泉 役
- 湖底の空（2021年6月12日、ムービー・アクト・プロジェクト、監督：佐藤智也） - 望月 役[2]
- THE RIGHTMAN 正義の男（2025年2月1日、映像制作リアン、監督：宅間孝行）[8]

### テレビドラマ
- 米迦勒之舞（2004年6月、台湾） - HERO 役
- 記憶の証明（2004年12月、CCTV連続ドラマ） - 主演・蕭憶 役
- 花より男子（2005年10月 - 12月、TBS） - 美作あきら 役
- 役者魂!（2006年10月 - 12月、フジテレビ） - 美剣玲二 役
- 花より男子2（リターンズ）（2007年1月 - 3月、TBS） - 美作あきら 役
- 死ぬかと思った Case06「侵入」（2007年5月、日本テレビ） - 矢嶋徹 役
- 菊次郎とさき 第3シリーズ（2007年7月、テレビ朝日） - 北野重一 役
- モップガール 第10話（2007年12月、テレビ朝日）
- 未来講師めぐる 第2話（2008年1月、テレビ朝日）
- 先生はエライっ!（2008年4月12日、日本テレビ） - 池野一 役
- 絶対彼氏 〜完全無欠の恋人ロボット〜 第8話（2008年6月8日、フジテレビ） - 恋人型ロボット02 トシキ 役
- 恋空（2008年8月 - 9月、TBS） - 福原優 役
- スペシャルドラマ夢をかなえるゾウ(男の成功篇)（2008年10月2日、日本テレビ・読売テレビ） - 川嶋勇次 役
- ギラギラ（2008年10月 - 12月、テレビ朝日・朝日放送） - 影士 役
- 252 生存者あり episode.ZERO（2008年12月5日、日本テレビ） - 西村純 役
- 水曜ミステリー9 松本清張生誕100年 特別企画 黒の奔流（2009年3月4日、テレビ東京） - 二宮正樹 役
- Goro's Barドラマスペシャル〜世界に一つだけの花サカス!?〜（2009年3月10日、TBS） - 西園寺公彦 役
- とっても甘いの〜C'est tres doux〜（2009年5月、携帯ドラマ BeeTV） - 涼太 役
- 子育てプレイ&MORE（2009年7月 - 9月、毎日放送） - 楠木心 役
- こちら葛飾区亀有公園前派出所 第4話（2009年8月29日、TBS） - 健二 役
- ラヴ・ノーツ 十二の果実。（2009年10月、携帯音楽ドラマ DOR@MO） - 有島龍一郎／田所瞬 役
- 月の恋人〜Moon Lovers〜 （2010年5月、フジテレビ） - ミン 役
- 東京リトル・ラブ サードシーズン（2010年8月-、フジテレビ） - チーション 役（友情出演）
- ニセ医者と呼ばれて 〜沖縄・最後の医介輔〜（2010年12月、日本テレビ・読売テレビ）
- 新春ドラマSP 味いちもんめ（2011年1月8日、テレビ朝日） - 三浦（板前）役
- 青い目の少年兵 -知られざる日中戦争の物語- （2011年8月13日/19日、NHK BSプレミアム、構成・演出：久保田直） - 主演 [9]
- デカ 黒川鈴木 第2話（2012年1月12日、日本テレビ・読売テレビ） - 正木 役
- 新・ミナミの帝王 狙われた町工場（第4作） （2012年3月17日、関西テレビ） - 楊 役
- 37歳で医者になった僕〜研修医純情物語〜 （2012年4月10日-、フジテレビ） - 林田 聡史 役
- 日中国交正常化40周年特別番組 強行帰国〜忘れ去られた花嫁たち〜（2012年10月1日、TBS） - 若き日の国友忠 役
- 捜査地図の女（2012年10月 - 12月、テレビ朝日） - 望月克己 役
- 水曜ミステリー9 刑事吉永誠一 涙の事件簿11 赤い遺産（2013年4月3日、テレビ東京） - 塩見耕介 役
- 高梨さん（2013年7月15日、NHKワンセグ２）- 中国人役
- 秋のスペシャルドラマ企画 花の鎖（2013年9月17日、フジテレビ） - 森山清志 役
- BS1スペシャル 幻の祝祭〜1940東京オリンピック物語〜（2013年12月29日、NHK BS1） - 佐藤走 役
- 三匹のおっさん〜正義の味方、見参!!〜 第3話（2014年1月31日、テレビ東京） - 西本 役
- 金曜ロードSHOW! 特別ドラマ企画 仮面ティーチャー（2014年2月14日、日本テレビ） - 浦辺聡 役
- ホワイト・ラボ〜警視庁特別科学捜査班〜 第2話（2014年4月21日、TBS） - 相沢実 役
- MOZU Season1〜百舌の叫ぶ夜〜（2014年、TBS） - 村西悟 役
- 金曜プレステージ 女請負人〜仕掛けられた女の罠〜（2014年9月12日、フジテレビ） - 高橋健一 役
- 金田一耕助VS明智小五郎ふたたび（2014年9月29日、フジテレビ） - 菱川卓造 役
- ナースのお仕事 離島編（2014年10月31日、フジテレビ） - 安西涼太 役
- 悪貨（2014年11月 - 12月、WOWOW） - 鉄幹 役
- 私たちがプロポーズされないのには、101の理由があってだな 第11話（2015年1月20日、LaLa TV） - 颯太 役
- 松本清張ミステリー時代劇 第7話「逃亡」（2015年7月7日、BSジャパン） - 主演・吉助 役
- 婚活刑事 第4話（2015年7月23日、日本テレビ・読売テレビ） - 井上崇史 役
- 土曜ワイド劇場 新・おとり捜査官19 罪深き美女・連続殺人!（2015年9月12日、テレビ朝日） - 西崎亮一 役
- 危篤スルー（2015年11月12日 - 12月4日、日本テレビ） - 大森俊哉 役
- 日本のヴァイオリン王〜名古屋が生んだ世界のマエストロ 鈴木政吉物語〜（2016年2月14日、東海テレビ） - 鈴木鎮一 役
- カルテット 第6話（2017年2月21日、TBS） - 西村 役（友情出演）[10]
- 貴族探偵 第4話（2017年5月8日、フジテレビ） ‐ 有戸秀司 役

### Webドラマ
- 雨が降ると君は優しい（2017年9月16日配信開始、Hulu）- 堺圭一 役
- 今際の国のアリス（2020年12月10日配信開始、Netflix） - 九頭龍慧一（クズリュー） 役[11]
  - 今際の国のアリス シーズン2（2022年12月22日配信開始、Netflix）[12]
- ボーダレス（2020年3月7日配信開始、ひかりTV）- 木下 役
- 大人の恋愛地図 Supported by 東京カレンダー（2021年10月14日、ABEMA）- 千川譲 役

### バラエティ
- 知っとこ!（2006年1月14日、2009年11月21日、毎日放送）
- 恋するハニカミ!（2006年3月31日、4月7日、TBS）木内晶子の相手
- スポーツマンNo.1決定戦XXXV（2007年3月30日、TBS）
- オールスター感謝祭'07春（2007年3月31日、TBS）
- グータンヌーボ（2007年9月26日、関西テレビ）
- ライオンのごきげんよう（2009年1月23日、26日、27日、フジテレビ）
- 未来創造堂（2009年1月26日、日本テレビ）台湾屋台のこだわりを披露
- はなまるマーケット（2009年11月26日、TBS）はなまるカフェゲスト
- ウンナンの気分は上々。 10万円の旅スペシャル（2010年12月21日、TBS） 南原班にて台湾の旅に参加
- 日立 世界・ふしぎ発見!（2013年11月23日、TBS）ミステリーハンター
- 内村とザワつく夜（2013年12月17日、TBS）ドラマゲスト
- 逃走中（2014年7月6日、フジテレビ） - 赤木役
- VS嵐（2014年9月18日、フジテレビ）インターナショナルチーム

過去のレギュラー
- キャプテン☆ドみの（2007年4月 - 7月、TBS）「ドみの☆ステップテニス」の番人

### ドキュメンタリー
- 長江 天と地の大紀行（2011年12月　3夜連続90分放送 - 、BSプレミアム）
- 追え!海のユニコーン 極北で生きる人たち（2017年1月、CBCテレビ制作、TBS系列） - ナビゲーター

### 語学番組
- テレビで中国語（2012年4月3日 - 2015年3月、NHKEテレ）

### 広告
- 首信手機（2001年、中国・携帯電話のTVCM）
- 滙豐銀行（2002年、香港・TVCM、紙面広告）
- SO NICE 服装（2003年、台湾・紙面広告）
- セブン-イレブン、おでん（2004年、台湾・TVCM）
- トヨタレンタカー（2004年、台湾・TVCM）
- YAMAHA VINO（2004年、台湾・TVCM）
- KYMCO KTR & KIWI バイク（2004年、台湾・TVCM）
- TOYOTAレンタカー（2005年、台湾・TVCM）
- ヨープレイト（2006年、台湾・TVCM）

### 舞台
- フラガール（2008年） - 谷川洋二朗 役
- こまつ座 きらめく星座 〜昭和オデオン堂物語〜（2009年5月6日 - 24日、天王洲 銀河劇場） - 長男・小笠原正一 役
- あべ一座 旗揚げ公演 あべ上がりの夜空に（2009年7月11日、NHKホール）
- キャバレー（2010年） - クリフォード・ブラッドショー 役
- 真夜中のパーティー（2010年） - マイケル 役
- 12人の優しい殺し屋〜狙われた豪華客船〜（2011年） - 竹内直樹 役
- 池田屋・裏2012（2012年） - 沖田総司 役
- タクフェス「夕」（2014年）
- タクフェス「歌姫」（2016年）
- ロミオとジュリエット（2018年）
- タクラボ第3弾「新春ショートショート『THE お年玉』」（2024年）[13]
- タクラボ第4弾「裏切り者に愛をこめて」（2025年）[14]

### プロモーションビデオ
- 許茹芸（台湾歌手）「有你的天堂」（2001年）
- 容祖兒(ジョイ・ヨン)（香港歌手）「獨照」（2003年）短編映画
- S.H.E（台湾歌手）「NEVER MIND」（2004年）
- aLin（台湾歌手）「位置」（2006年）
- 張信哲（台湾歌手）「做你的男人」（2006年）

### イベント
- 華博 （2006年8月22日、名古屋パルコ）

## 書籍
- 「李冬冬＝阿部 力〜大停電の夜に、東京で」（2005年11月7日、角川書店）